# Cyrtinus opacicollis
Cyrtinus opacicollis är en skalbaggsart som först beskrevs av Bates 1885.  Cyrtinus opacicollis ingår i släktet Cyrtinus och familjen långhorningar.
Artens utbredningsområde är Guatemala. Inga underarter finns listade i Catalogue of Life.